# اریک هاینزه
اریک هاینز (Eric Heinze)، استاد حقوق و علوم انسانی در دانشکده حقوق ملکه مری، دانشگاه لندن است. او در زمینه‌های فلسفه حقوق، نظریه عدالت، دانش نظری حقوق و حقوق بشر کار و فعالیت کرده است.

## نظریه حقوقی
هاینز در مفهوم بی‌عدالتی، آنچه را که او سب «کلاسیک» نظریه عدالت می‌نامد، از افلاطون تا رالز مورد بررسی قرار می‌دهد. هاینز استدلال می کند که نظریه‌پردازان دانش نظری حقوق از فرضیه آشکار که می‌گوند «عدالت» و «بی‌عدالتی» متضادهای منطقی هستند، از مفهوم «بی‌عدالتیم فاصله می‌گیرند. برای هاینز، «بی‌عدالتی» در زبان غربی باستانی و مدرن، اتفاق ریشه‌شناسی محض است. «عدالت» و «بی‌عدالت» در چارچوب‌های متعارف و از قبل تعریف شده، متضاد ظاهر می‌شوند که در آن نورم‌های مشخص به‌صورت غیرانتقادی فرض می‌شوند. فراتر از این فرضیه‌ها، رابطه میان این دو اصطلاح بسیار پیچیده‌تر می‌شود.
برای رفع این اشتباه تکراری، هاینز مفهوم نظریه عدالت پسا کلاسیک را با استفاده متون ادبی به‌صورت مثال پیشنهاد می‌کند. این پروژه تداوم منشورات قبلی هاینز در باب حقوق و ادبیات است. آدریان هوی، دانشمند فیمینست، در مقاله‌ای در مجله «قانون و نقد» چگونگی ابتکار هاینز را در نظریه انتقادی برای ارائه خوانش‌های بدیل از ویلیم شکسپیر به بررسی می‌گیرد. هوی با استناد به مثالی از کمدی اشتباهات (The Comedy of Errors) توضیح می‌دهد که چگونه دانشمند در قرن بیستم، غالباً فکر می‌کرد که شکسپیر به دنبال ارائه نقد اجتماعی- حقوقی جدی در نمایش‌نامه‌ای ظاهراً بی‌هوده نبوده‌است.
طبق سخن هوی، هاینز مجموعه‌ای از دوگانه انگاری‌های اجتماعی- حقوقی؛ ارباب – خدمت‌کار، شوهر – همسر، بومی – بی‌گانه، والدین – فرزند، پادشاه – پارلمان، خریدار – فروشنده را آشکار می‌کند. هاینز کمدی و مفاهیم کمدی را به‌کار می‌برد تا روابط مشکل ساز اجتماعی- حقوقی را که استوار بر مدل‌های سنتی هستند بازتاب بدهد. هوی همچنین می‌افزاید، براساس خوانش هاینز، «این دیدگاه مرد صاحب امتیاز است که در نمایش‌نامه به چالش کشیده می‌شود». هاینز در مفهوم بی عدالتی این مطالب را توسعه می‌دهد. او نظریه‌های کلاسیک عدالت را از افلاطون تا رالز بررسی می‌کند و مفروضات ظاهراً منطقی مخالف میان مفاهیم «عدالت» و «بی‌عدالتی» را به چالش می‌کشد.

## آزادی بیان
هاینز در زمینه حقوق بشر، محدودیت‌های اروپایی غربی را در مورد آزادی بیان مکرراً به چالش میکشد، همانگونه که در ممنوعیت‌های به اصطلاح «بیان نفرت‌آمیز» تجسم یافته‌است. هاینز استدلال می‌کند که دموکراسی مدرن راه‌های مؤثرتر و مشروع‌تری برای مبارزه در برابر عدم تحمل‌پذیری اجتماعی دارد، بدون این‌که اظهار نظر را در حوزه عمومی محدود نماید. طبق سخن اریک برندت، کارشناس آزادی بیان، هاینز مشکلات بیشتری را در محدودیت‌های «بیان نفرت‌آمیز» شناسایی می‌کند. برندت می‌نویسد که طبق نقد هاینز، این ممنوعیت‌ها «غالباً برای جلوگیری از تبعیض علیه گروه‌های نژادی یا سایر گروه‌ها ضروری است». ولی در حقیقت آن‌ها خود میان گروه‌های (نژادی، قومی، مذهبی و همجنس‌گرایان) که طبق قانون جلوگیری از «بیان نفرت‌آمیزم حقوق شان حفظ است و گروه‌های که حقوق شان حفظ نشده‌است (مانند سایر گروه‌های مذهبی، معلولان جسمی و روانی و ترانجنستی‌ها) تبعیض قائل می‌شوند.
هاینز در کتاب خود «سخنان نفرت‌آمیز و شهروندی دموکراتیک» بحث‌های جاری را دربارهٔ قانونی بودن سخنان خطرناک، تحریک‌آمیز یا توهین‌آمیز بررسی می‌نماید. او اذعان می‌دارد که برخی دموکراسی‌ها احتمالاً به حد کافی ناپدار باشند که نیاز به ممنوعیت داشته باشند، اما دموکراسی‌های که معیارات قابل تشخیص را طی کرده‌اند تا به آنچه که هاینز آن را دموکرسی دیرینه، باثبات و باسعادت (LSPD)‏ می‌نامد، مبدل شوند که این دموکراسی‌ها می‌توانند به‌طور مشروع بیان را در گفتمان عمومی براساس دلایل «نظر گزینشی» تحت معیارات مستقل قابل بررسی وضعیت استثنایی که شکل‌دهنده وضعیت اضطراری امنیت ملی باشد، محدود کند.
هاینز استدلال می‌کند که سخنان نفرت‌آمیز در بعضی کشورها از قبیل؛ رواندا، جمهوری وایمار، یوگسلاویا بلافاصله پس از جنگ سرد و سایر دموکراسی‌های ضعیف باعث خشونت شده‌است. هاینز اذعان می‌دارد که هیچ یک از این کشورها «دموکرسی دیرینه، باثبات و باسعادت (LSPD) نبودند. در مقابل، دموکراسی‌های تکامل یافته راه‌های مشروع‌تر و مؤثرتری برای مبارزه علیه خشونت و تبعیض دارند که نیازی به مجازات افرادی دارای سخنان نفرت‌آمیز ندارند. طبق سخن لزلی ابدیلا، مدل مرکزی LSPD می‌تواند نشان دهد که دولت‌های دموکراتیک غربی مواضعی اخلاقی و نمادین اتخاذکردند – نه همیشه کامل یا بدون تناقض- ولی قطعاً بیشتر در موارد جنبی و قابل تحمل. تدابیری از جمله قوانین عدم تبعیض، تعلیم و تربیه ابتدایی کثرت‌گرایانه (و ممنوعیت تعقیب، آزار و اذیت گفتاری افراد) پیام‌های اخلاقی و نمادین دولت را علیه عدم تحمل یا خشونت را نشان می‌دهد.

## تمایلات جنسی
هاینز همچنین در مورد مشکلات جنسی و حقوق نیز نوشته‌است. جیمز ام. دونوان، برخی انتقادات هاینز از سازمان‌های بین‌المللی را خلاصه می‌سازد. دونوان تصریح می‌دارد که از دیدگاه هاینز، «ناکامی در راستای گنجانیدن گرایش جنسی در اجندای حقوق بشر سازمان ملل متحد در اواخر قرن بیستم، نه تنها باعث حذف گرایش جنسی شد بلکه بیشتر منجر به مبهم‌سازی آن گردید که به نوبه خود برای توجیه متداوم محرویت آن مورد استفاده قرار گرفت. از نظر جنیفر ویلسون، دیگاه هاینز به‌صورت اخص «انزوا و حذف تراجنسیتی را از قوانین ضدتبعیض» توضیح می‌هد.

## سیاست‌های حقوق بشر بین‌المللی
انتقادات هاینز از قوانین و سازمان‌های بین‌المللی نیز از موضوعات مشخص آزادی بیان و تمایلات جنسی فراتر رفته‌است. به عباره دیگر، او چگونگی سیاسی شدن سازمان‌های بین‌دولتی و غیردولتی و ناکامی آن‌ها را در امر رعایت از دستورها خود بررسی می‌نماید. طبق سخن رزا فریدمن، هاینز توضیح می‌دهد که چگونه کشورهای عضو شورای حقوق بشر سازمان ملل متحد و همچنین پیشنیان آن‌ها، کمیسیون حقوق بشر سازمان ملل متحد از رأی‌گیری دسته‌جمعی استفاده می‌کند تا از «حاشیه سازی جاافتاده و سیستماتیک توجه، بدور از بدترین وضعیت حقوق بشری اطمینان حاصل کند».
برخلاف نویسندگان حامی سازش سیاسی و روی‌کردهای مقطعی، هاینز ادعا می‌کند که معیار کاربرد جهانی یکنواخت نورم‌ها و معیارهای لزوماً در هر مفهوم حقوق بشر تسجیل یافته‌است. او همچنین هشدار می‌دهد، از آنجاییکه حقوق بشر طوری ترتیب داده شده‌است تا بگونه جهانی در تمامی کشورها، بدون درنظر داشتن سیستم سیاسی تطبیق گردد، اما این قوانین بنا به تعریف هرگز الزامات و نیازمندی‌های یک دولت دموکراتیک را به‌صورت کامل برآورده نمی‌کند.

## حرفه
هاینز پس از این‌که مدرک لیسانس و کارشناسی ارشد را از دانشگاه پاریس به‌دست‌آورد، به عنوان دانشمند DAAD وارد دانشگاه آزاد برلین شد و دکترای خود را از مدرسه حقوق هاروارد دریافت کرد. پس از فلوشیپ فولبرایت در دانشگاه اوترخت، دکترای حقوقش را در دانشگاه لیدن به پایان رساند.
سایر جواز هاینز شامل مساعدت‌های مالی از بنیاد نوفیلد؛ فلوشیپ اوبرمن (مرکز مطالعات پیشرفته، دانشگاه لوا)، فلوشیپ شاتوبریاند (وزارت تحصیلات عالی فرانسه)؛ فلوشیپ شلدون (مدرسه حقوق هاروارد)؛ مساعدت مزایای عمومی آندرس (مدرسه حقوق هاروارد) و فلوشیپ حقوق بشر سی. کلاید فرگوسن (مدرسه حقوق هاروارد) می‌باشد.
هاینز قبل از این‌که در دانشگاه لندن منصوب شود، در کمیسیون بین‌المللی حقوق‌دانان در ژنوا و دادگاه اداری سازمان ملل متحد در نیویورک کار کرد. هاینز به سازمان‌های حقوق بشر عفو بین‌الملل، لیبرتی و مؤسسه تنوع رسانه‌ای مشورت داده‌است. او همچنین در هیئت تحریریه مجله بین‌المللی حقوق بشر ایفای وظیفه می‌نماید.